# Pat Mahomes
Ne doit pas être confondu avec Patrick Mahomes, son fils et joueur de football américain.
Patrick Lavon Mahomes (né le 9 août 1970) est un ancien lanceur de baseball professionnel aux États-Unis. Il a joué dans la Ligue majeure de baseball de 1992 à 2003. Il a également lancé pendant deux saisons dans le Nippon Professional Baseball, en 1997 et 1998, avec les Yokohama DeNA BayStars. Il a aussi joué avec les Texas AirHogs (en) de l'Association américaine en 2009.

## Carrière professionnelle

### Carrière en ligue mineure
Mahomes a commencé sa carrière professionnelle avec les Elizabethton Twins (en) en 1988 en tant que lanceur partant. Il a  atteint le Triple-A en 1991 avec les Portland Beavers.

### Carrière en ligue majeure

#### Twins du Minnesota
Mahomes a fait ses débuts dans les ligues majeures avec les Twins en 1992. Il a fait l'équipe de l'entraînement du printemps et a commencé le sixième match de la saison le 12 avril contre les Rangers du Texas, lançant six manches et obtenant une no decision (en). Il a décroché sa première victoire dans la ligue majeure le 21 avril contre les Mariners de Seattle. Mahomes a joué avec les Twins dans la saison 1996, apparaissant dans un total de 114 matchs (51 départs) pendant cinq saisons tout en compilant un record de 18-28 avec 5,82 MPM, avec 217 retraits au bâton en366 2⁄3 manches. Les Twins ont échangé Mahomes aux Red Sox le 26 août 1996, en échange d'un Joueur à être nommé plus tard le lanceur Brian Looney.

#### Red Sox de Boston
Mahomes a lancé un total de 21 matchs (tous en soulagement) au cours des saisons 1996 et 1997 avec Boston, enregistrant une MPM de 6,85 avec 3-0 record et 11 retraits au bâton en22 1⁄3 manches. Il a été libéré par les Red Sox le 27 juin 1997.

#### Yokohama BayStars
Mahomes a joué pour les Yokohama DeNA BayStars de la Nippon Professional Baseball, arrivant avec eux au milieu de la saison 1997, et a lancé avec eux jusqu'en 1998.
Mahomes a été signé par les Mets en décembre 1998. Il est allé 8–0 dans la saison 1999 au cours de 39 apparitions de relève et a aidé les Mets à atteindre les séries éliminatoires. Mahomes a fait quatre apparitions de relève pendant les séries éliminatoires, enregistrant une MPM de 2,25 en huit manches lancées tout en retirant quatre, alors que les Mets ont perdu contre les Braves d'Atlanta dans le NLCS . En 2000, Mahomes avait une fiche de 5 à 3 en 53 apparitions (cinq départs), et tandis que les Mets atteignaient la Série mondiale de 2000, Mahomes était exclu de la liste des séries éliminatoires des Mets. Au cours de ses deux saisons avec les Mets, Mahomes a disputé 92 matchs de saison régulière (cinq départs) avec une MPM de 4,74, une fiche de 13–3 et 127 retraits au bâton en157 2⁄3 manches. Il est devenu un agent libre en décembre 2000. 

#### Rangers du Texas
Mahomes a signé avec l'équipe nationale des Texas Rangers en janvier 2001. Au cours de la saison 2001, il a disputé 56 matchs (quatre départs) avec une MPM de 5,70 et un record de 7 à 6, tout en supprimant 61 en107 1⁄3 manches. Mahomes est redevenu un agent libre en novembre 2001.

#### Cubs de Chicago
En janvier 2002, Mahomes a signé avec les Cubs. Il a fait 16 apparitions (deux départs) au cours de la saison 2002, avec une MPM de 3,86 et un dossier de 1 à 1, supprimant 23 en32 2⁄3 manches. Mahomes est devenu un agent libre en octobre 2002.

#### Pirates de Pittsburgh
Mahomes a été signé par Pittsburgh en janvier 2003. Il a fait neuf apparitions (un départ) avec les Pirates au cours de la saison 2003, enregistrant un record de 0-1 avec 4,84 MPM et 13 retraits au bâton en 22 manches. Ce serait sa dernière saison en MLB. Mahomes. Il est redevenu un agent libre en septembre 2003.
Dans l'ensemble, Mahomes a lancé 11 saisons en MLB, faisant un total de 308 apparitions en saison régulière (63 départs) avec un dossier de 42 à 39, une MPM de 5,47 et 452 retraits au bâton en 709 manches lancées. Il a eu 43 coups au bâton au cours de sa carrière, avec 11 coups sûrs (.256 moyenne au bâton ) et quatre points produits.

### Compagnon de la ligue mineure
En 2003, Mahomes a lancé principalement pour la filiale AAA des Pirates de Pittsburgh, les Sounds de Nashville, tout en apparaissant dans neuf matchs pour les Pirates. En 2004, il a partagé la saison entre trois organisations, présentant les Trappers d'Edmonton dans l'organisation des Expos de Montréal, les Isotopes d'Albuquerque dans l'organisation des Marlins de Miami, puis de nouveau à Nashville à la fin de la saison.
Après avoir passé 2005 avec les Aviators de Las Vegas dans l' organisation des Dodgers de Los Angeles, Mahomes s'est tourné vers les ligues indépendantes, à partir de 2006 avec les Long Island Ducks de la Ligue Atlantique . Après un 11–4 avec une ERA de 3,87, il a signé avec les Royals de Kansas City en août, mais a été libéré un mois plus tard.
Mahomes a commencé la saison 2007 avec les Canaries de Sioux Falls de l'Association américaine. Le 24 août, les Blue Jays de Toronto l'ont signé et il a disputé trois matchs avec les Mets de Syracuse avant de devenir joueur autonome à la fin de la saison. Mahomes a signé avec les Blue Crabs du sud du Maryland dans la Ligue Atlantique en 2008, mais n'est apparu que dans deux matchs pour eux avant de retourner avec les Sioux Falls. Il a partagé la saison 2009 entre les Sioux Falls et les AirHogs.
En 2019, Mahomes a été intronisé au temple de la renommée des Canaries de Sioux Falls.

## Vie privée
Son fils aîné, Patrick, est un quart-arrière du football américain pour les Chiefs de Kansas City de la Ligue nationale de football (NFL). Son autre fils  Jackson Mahomes, né en 2000 est une star de TikTok.